# 크림산맥

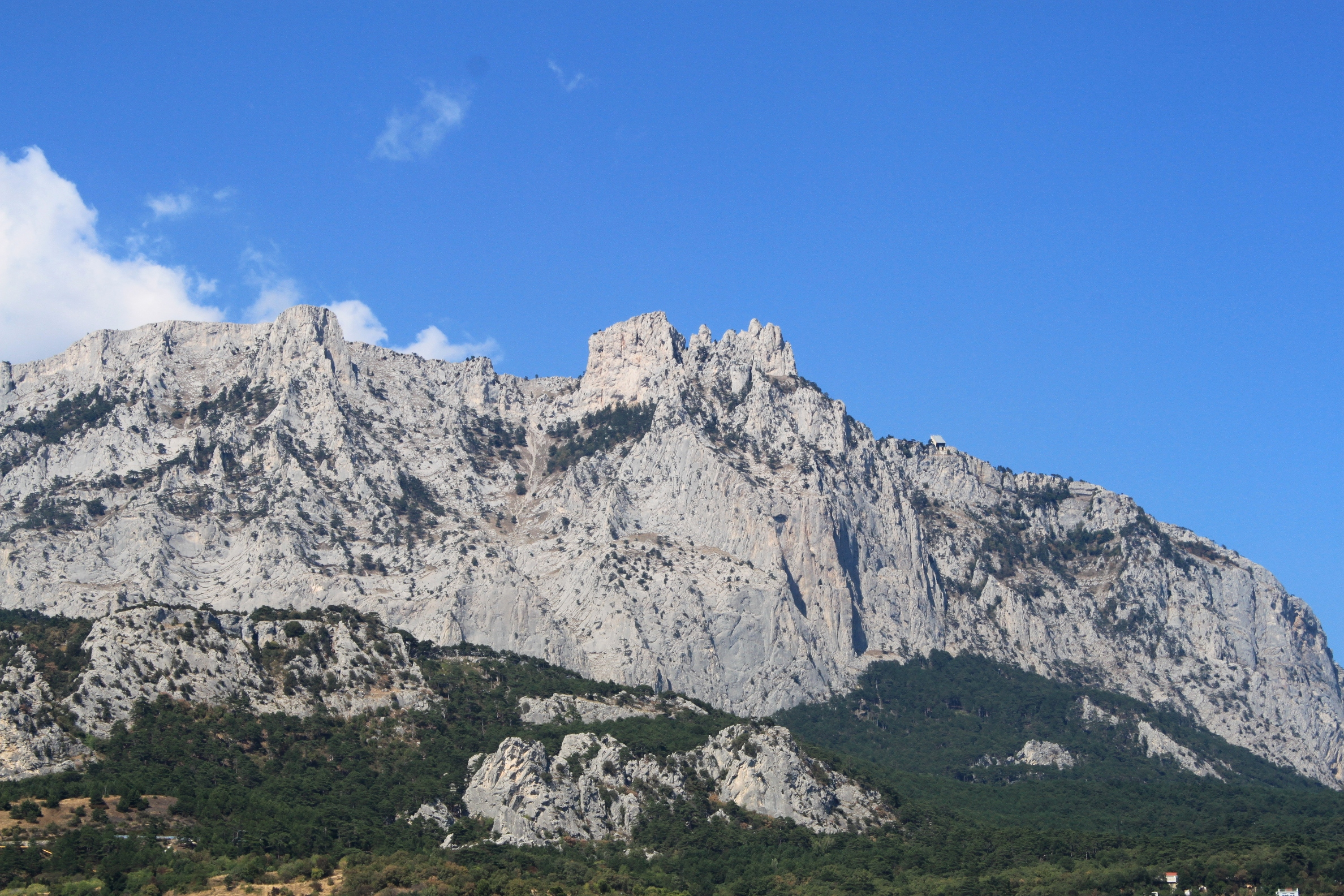

크림산맥(러시아어: Крымские Горы, 우크라이나어: Кримські Гори, 크림 타타르어: Qırım dağları)은 크림반도 남부의 산맥이다.

## 같이 보기
- 크림반도